# 31592 Jacobplaut
31592 Jacobplaut è un asteroide della fascia principale. Scoperto nel 1999, presenta un'orbita caratterizzata da un semiasse maggiore pari a 2,2498409 UA e da un'eccentricità di 0,1372532, inclinata di 6,06396° rispetto all'eclittica.